# Fabrice Moley
Pour les articles homonymes, voir Moley.
Fabrice Moley est un photographe français né à Paris en 1964. Il est le fondateur de l'agence Mir spécialisée dans la vision positive du monde.
Il expose régulièrement en Russie, à Moscou, à Saint-Petersbourg, dont en janvier 2010 pour la Nevsky Prospect à la plus ancienne galerie russe. Il a également couvert la Mauritanie en 2009 pour la promotion du pays et a collaboré très souvent avec les régions de l'Inde, les équipes de l'agence de presse russe Itar Tass Moscow Time.
De nombreux sites internet utilisent aujourd'hui ses photos évocatrices du bonheur, parmi lesquels les départements de la Drôme, de Seine-et-Marne, du Loiret, des Alpes-de-Haute-Provence, la région Nord-Pas-de-Calais, la commune du Havre, des écoles de la CCIP comme l'école de la Chambre de commerce de Paris École Ferrandi, ou la Sibérie.
Il oriente par la suite son travail vers la mode et la rue, sujets de ses prochaines expositions à Montréal au Canada.